# Myzus mushaensis
Myzus mushaensis är en insektsart. Myzus mushaensis ingår i släktet Myzus och familjen långrörsbladlöss. Inga underarter finns listade i Catalogue of Life.